# 9.11
9.11 è un album del chitarrista statunitense Bumblefoot, pubblicato nel 2001.

## Il disco
Il titolo dell'album scelto originariamente era Guitars Suck, ma in seguito agli attacchi terroristici verificatisi l'11 settembre di quell'anno, l'artista decise di farne un CD di raccolta fondi senza scopo di lucro e cambiò il titolo in 9.11. Tutti i proventi vanno all'organizzazione umanitaria di soccorso Croce Rossa Americana.

## Tracce
1. Fly in the Batter – 4:30
2. Lost – 3:34
3. Raygun – 4:11
4. My World is You – 2:02
5. Hole in the Sky – 0:51
6. Don Pardo Pimpwagon – 4:26
7. Legend of Van Cleef – 3:36
8. Guitar Sucks – 3:15
9. Hall of Souls – 1:32
10. Top of the World – 4:02
11. R2 – 2:50
12. Time – 4:48

## Formazione
- Bumblefoot - voce, chitarra, basso
- Lafrae Olivia Sci - batteria
- Mattias Eklundh - chitarra
- Dweezil Zappa - chitarra